# 双葉断層
双葉断層（ふたばだんそう）は、宮城県岩沼市から福島県いわき市まで約100kmの連続する大規模な活断層で、阿武隈山地とその東側沿岸の低丘陵部の境界を地形的に形成している。

## 調査
- 1999年から実施されて来た重力探査によると、双葉断層に沿って幅1〜2kmの帯状で南北に連続する高重力異常が検出されている[1]。
- また、双葉断層に沿う重力異常は非常に明瞭で、北側の丸森町に始まり南にいく程、重力異常の東落ちの落差は大きくなる性質が発見されている[3][4]。

## 発生した主な地震
- 双葉断層は顕著な活断層で3,700年前以降に活動したのが判明している[5]。

## 活動予測
- 2011年3月11日に発生した東北地方太平洋沖地震の地殻変動の影響により、東日本の各地の活断層の活動が活発化していると懸念されている。特にこの断層においては地震発生後の6月に地震調査委員会によって箱根ヶ崎断層、牛伏寺断層とともに今後M6.8〜7.5規模の発震の危険性が高まった可能性があると発表されている[6]。
- 東北大学大学院教授の趙大鵬らは2012年2月、双葉断層の地下の構造が、同じくいわき市に位置する井戸沢断層が、東北地方太平洋沖地震後の2011年4月11日にM7.0、いわき市で震度6弱を観測する地震を起こして活動した時と似ており、双葉断層で地震が起こりやすくなっているという調査結果を発表した[7][8]。